# 니시카와 미즈키
니시카와 미즈키(일본어: 西川 瑞希, 1992년 11월 16일 ~ )는 일본의 모델, 배우이다.